# انقلاب جنوب فيتنام 1963

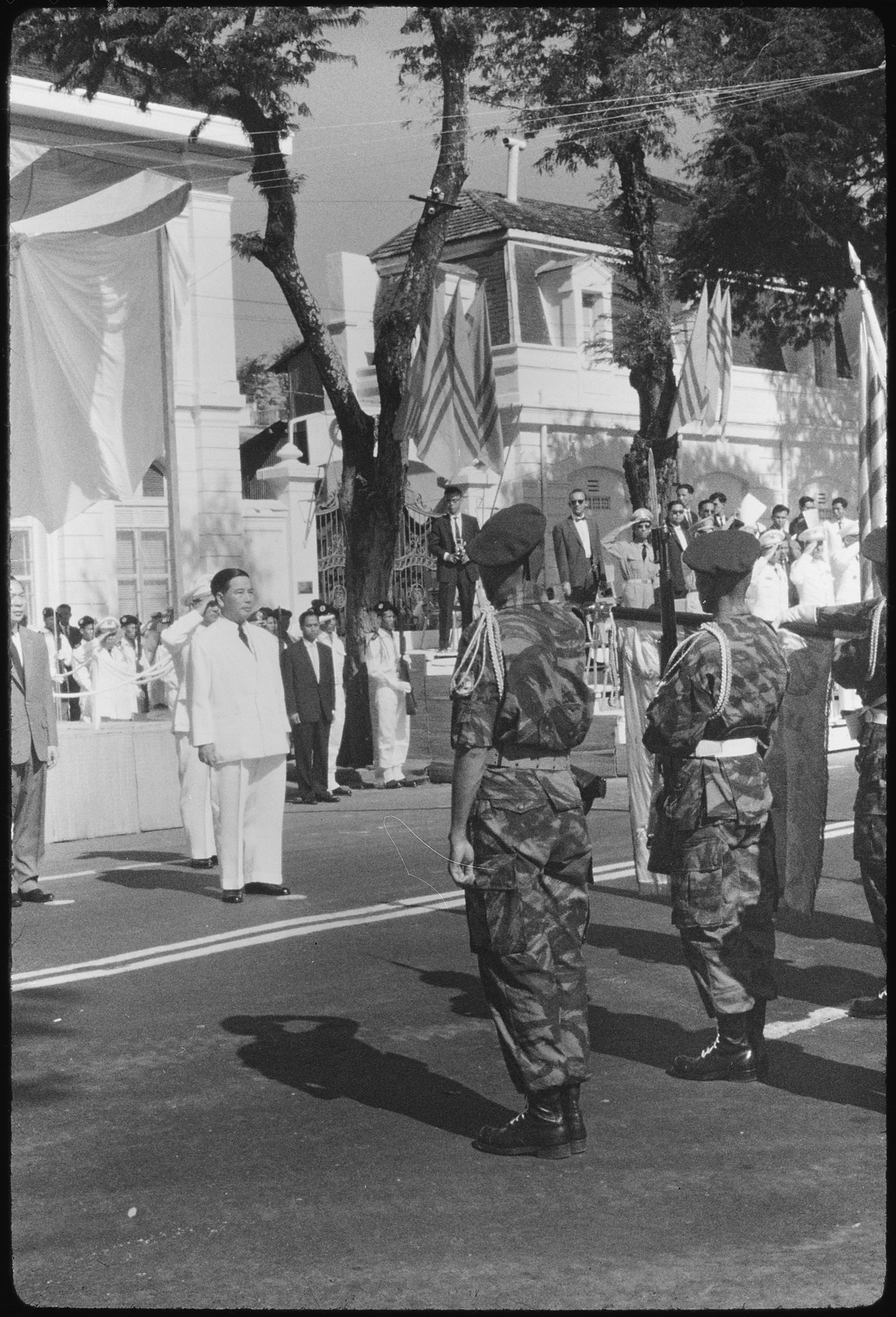
الرئيس الفيتنامي نغو دينه ديم الذي أطيح به في انقلاب عام 1963.

في شهر نوفمبر من عام 1963، عُزل الرئيس الفيتنامي نغو دينه ديم مع الحزب الثوري العمالي الشخصاني عن الحكم من قبل ضباط الجيش الفيتنامي الجنوبي، بعد خلافٍ حول فترة التوتر السياسي التي أصبحت تعرف بالأزمة البوذية من جهة، وحول التهديد الذي تمثله الجبهة الوطنية لتحرير جنوب فيتنام (فيت كونغ) على النظام في البلاد من جهة أخرى. يشار إلى الانقلاب في جنوب فيتنام باسم ثورة 1 نوفمبر 1963.
كانت الإدارة الأمريكية، برئاسة جون كينيدي، على علم بالتخطيط للانقلاب، ولكن، تحدثت البرقية رقم 243 التي أرسلتها وزارة الخارجية الأمريكية إلى سفير الولايات المتحدة الأمريكية في جنوب فيتنام، هنري كابوت لودج الابن، عن عدم وجود نية لدى الولايات المتحدة للتدخل لصد محاولة الانقلاب، وهو الأمر الذي أكده موظف وكالة المخابرات المركزية، لوسيان كونين، الذي كان يمثل صلة الوصل بين سفارة الولايات المتحدة الأمريكية ومخططي الانقلاب في جنوب فيتنام، للمسؤولين في فيتنام. ذهبت الولايات المتحدة أبعد من ذلك، ودعمت قادة الانقلاب بالمال عن طريق كونين.
قاد الجنرال ديواونغ فان منه الانقلاب الذي بدأ في 1 نوفمبر. جرى الانقلاب بسلاسة، إذ ألقي القبض على العديد من القادة الموالين لديم دون وقوع إصابات تذكر. ألقي القبض على الرئيس نغو دينه ديم، وأُعدم في اليوم التالي لبدء الانقلاب مع شقيقه ومستشاره، نجو دينه نهو.

## خلفية
انطلق ديم في حياته السياسية في شهر يوليو 1954، وذلك عندما عينه إمبراطور جنوب فيتنام حينها، باو داي، رئيسًا للوزراء. لم يكن الإمبراطور داي معجبًا بعمل ديم، لكنه اختاره على أمل أن يتمكن من جذب دعم الولايات المتحدة لبلاده. لكن، سرعان ما تسبب تعيين ديم في هذا المنصب باشتعال صراع على السلطة مع الإمبراطور. وصلت الأزمة بين الطرفين ذروتها في شهر أكتوبر 1955، وذلك عندما قرر ديم إجراء استفتاء بشأن حكم البلاد. زور شقيق ديم ومستشاره، نجو دينه نهو، نتائج الاستفتاء، وأعلن ديم نفسه حاكمًا على جمهورية فيتنام المنشأة حديثًا. شرع ديم بحكم البلاد بطرق استبدادية قائمة على المحسوبيات، ووضعت هيئة تشريعية صورية دستورًا للبلاد استعمله ديم لإصدار قوانين على شكل مراسيم، مانحًا نفسه، بطرق تعسفية، الحق في اتخاذ القرارا في حالات الطوارئ. أمر ديم بسجن المعارضين من الشيوعيين والقوميين وبإعدام الآلاف، وأصبح تزوير الانتخابات أمرًا روتينيًا في البلاد. تعرض مرشحو المعارضة للاتهام بالتآمر مع الجبهة الوطنية لتحرير جنوب فيتنام (فيت كونغ)، وكان الإعدام مصير كل من توجه له هذه التهمة. في مناطق عديدة من البلاد، كانت ترسل أعداد كبيرة من أفراد قوات الجيش الجمهوري الفيتنامي لزيادة عدد أصوات المشاركين بالاقتراع. حافظ ديم على سيطرة العائلة على البلاد، وكانت ترقية العساكر في الجيش الفيتنامي الجنوبي تتم على أساس الولاء له ولعائلته لا على أساس الجدارة. جرت محاولتان فاشلتان لإقالة ديم؛ كانت الأولى في عام 1960، عندما تمكن ديم، من إخماد محاولة الانقلاب التي شرع بها المظليون، من خلال المماطلة واللعب على عامل الوقت وطرح خطة مفاوضات كاذبة. أما الثانية فكانت في عام 1962، عندما حاول طيارون من قوات فيتنام الجنوبية الجوية قتل ديم من خلال قصف القصر الرئاسي.
لطالما كانت الأغلبية البوذية في جنوب فيتنام مستاءة من تحيز ديم للروم الكاثوليك، إذ تلقى الموظفون العموميون وضباط الجيش، في فترة حكم ديم، ترقيات على أساس التفضيل الديني فقط، وكان يتم تفضيل أتباع المذهب الكاثوليكي في توقيع العقود الحكومية وفي توزيع المساعدات الأمريكية، وفي المصالح التجارية والامتيازات الضريبية على حد سواء. كانت الكنيسة الكاثوليكية أكبر مالك للأراضي في البلاد، وكانت ممتلكاتها معفاة من الاستصلاح الزراعي (الاستيلاء على الأراضي). في الريف، كان أتباع المذهب الكاثوليكي معفيين، بحكم الأمر الواقع، من أداء أعمال السخرة، كما زعم البعض أن الكهنة الكاثوليكيون قادوا جيوشًا لغزو القرى التي يسكنها أتباع الديانة البوذية. في عام 1957، كرس ديم الأمة الفيتنامية لمريم العذراء.
وصل الاستياء من ديم ومستشاره، نجو دينه نهو، إلى ذروته في منتصف عام 1963، عندما اشتعلت احتجاجات شعبية منددة بمقتل تسعة بوذيين على يد جيش ديم وقوات الشرطة في عيد فيساك، الذي يمثل يوم مولد غوتاما بودا. ردًا على ذلك، عبرت حكومة الولايات المتحدة الأمريكية عن قلقها «إزاء نجاح حكومة ديم ونهو، وإزاء دعم الولايات المتحدة لها». رد السفير الأمريكي في فيتنام، فريدريك نولتينغ، فقال: «يجب علينا أن نأخذ الأمر ببطء وسلالة، وعلينا أن نرى فيما إذا كان بإمكاننا التعايش مع حكومة ديم». ناقشت حكومة الولايات المتحدة الأمريكية مقترح الانقلاب بعد اقتناعها بوجود احتمالٍ لفشلها في دعم حكومة ديم نهو. في برقية أُرسلت للسفارة الأمريكية في سايغون، قال مستشار كينيدي، روجير هيلسمان: «إذا احتجنا في مرحلة ما للقيام بتصفية سياسية، فيجب علينا فحص جميع القيادات البديلة الممكنة بشكل عاجل، ووضع خطط مفصلة حول كيفية استبدال ديم». في شهر مايو 1963، طُبق في فيتنام قانون يمنع أتباع بعض الديانات من رفع الرايات التي تعبر عن دينهم، إذ حُظر رفع الرايات البوذية في احتفالات ميلاد بوذا، بينما عرض علم الفاتيكان في احتفالات الذكرى السنوية لرسامة رئيس الأساقفة بيير مارتن نجو دينه توك، شقيق ديم. تحدى العديد من أتباع الديانة البوذية الحظر، لكنهم اضطروا للتراجع عن قرارهم بعد استخدام القوات الحكومية الرصاص الحي ضدهم. أصر ديم على موقفه المتعلقة بمنع المظاهر الدينية الخاصة بالديانة البوذية، ومع تزايد المطالب بتحقيق المساواة الدينية، طالبت العديد من القطاعات المجتمعية بإقالته من منصبه.
مثّل منتصف ليل 21 أغسطس نقطة التحول الرئيسية في الصراع بين ديم وأتباع الديانة البوذية في فيتنام، إذ اهمت القوات الخاصة التابعة للجيش الفيتنامي الجنوبي في تلك الليلة المعابد البوذية في مختلف أنحاء البلاد وخربت محتوياتها واعتقلت الآلاف من الرهبان وتسببت بمقتل المئات. تمكن الجيش من كشف العديد من خطط الانقلاب، فكثف المتأمرون من نشاطاتهم، خصوصًا بعد سماح إدارة الرئيس الأمريكي جون كينيدي، التي استشعرت الخطر الذي يداهم حليفها في فيتنام، للسفارة الأمريكية ببحث إمكانية تغيير السلطة، عبر البرقية رقم 243.

## المؤامرات
حيكت العديد من المؤامرات ضد ديم في عام 1936، وكان أغلبها من قبل مجموعات مختلفة من الضباط العسكريين المستقلين عن بعضهم البعض. وفقًا للمؤرخة الأمريكية إيلين هامر: «كان هناك ما يصل إلى ست مؤامرات مختلفة تحاك في نفس الوقت، وربما أكثر من ذلك»، وشملت هذه المؤامرات سياسيين ومدنيين وزعماء نقابات وطلابًا جامعيين.